# بادخورک گلوسفید
بادخورک گلوسفید (نام علمی: Aeronautes saxatalis) نام یک گونه از تیره بادخورک است.